# Ina Coolbrith

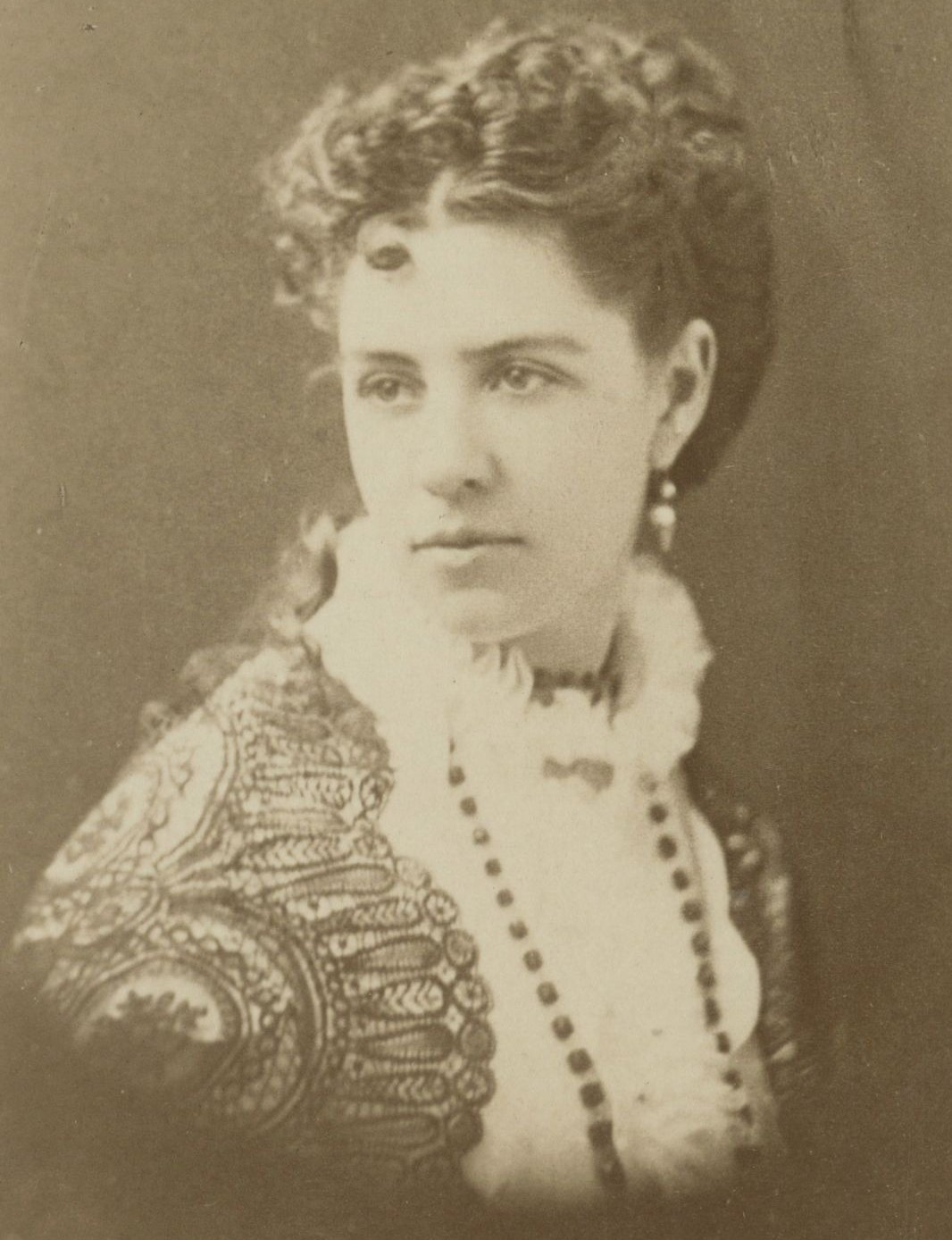
Ina Coolbrith um 1871

Ina Donna Coolbrith (* 10. März 1841 in Nauvoo, Illinois, USA als Josephine Donna Smith; † 29. Februar 1928 in Berkeley, Kalifornien) war eine populäre US-amerikanische Dichterin, die zu einer wichtigen Figur in den literarischen und kulturellen Kreisen San Franciscos des 19. und frühen 20. Jahrhunderts wurde.

## Leben
Coolbrith wurde im Westen von Illinois in Nauvoo, der ersten großen Siedlung der Mormonen geboren, deren Gründer ihr Onkel Joseph Smith war. Kurz darauf zog ihre verwitwete Mutter mit der Familie nach St. Louis, Missouri. Um 1851 reiste die Familie mit einem Planwagenzug nach Kalifornien, und die junge Josephine überquerte als erstes weißes Kind im Sattel des berühmten Scouts James P. Beckwourth den Beckwourth-Pass durch die Sierra Nevada.
Sie ging in der damaligen Kleinstadt Los Angeles zur Schule und heiratete 1858 Robert B. Carsley, von dem sie sich drei Jahre später wieder scheiden ließ. Zu dieser Zeit hatte sie bereits unter dem Namen Ina einige Gedichte in der Lokalzeitung veröffentlicht. 1862 zog sie unter dem Namen Ina Donna Coolbrith (dem Mädchennamen ihrer Mutter) nach San Francisco, wo sie als Lehrerin arbeitete und weiterhin schrieb und veröffentlichte.
Sie wurde ein anerkanntes Mitglied des literarischen Zirkels von San Francisco, zu dem Bret Harte, Mark Twain, Ambrose Bierce, Charles W. Stoddard und Cincinnatus H. Miller gehörten, dessen Spitzname Joaquin sie angeblich vorgeschlagen hatte. Als Harte 1868 die Redaktion des Overland Monthly übernahm, wurde sie seine Assistentin. Ihre Gedichte erschienen nicht nur in kalifornischen Publikationen, sondern auch in Harper's, Scribner's und anderen US-amerikanischen Zeitschriften, und ihre Popularität reichte bis nach England.
1874 wurde sie Bibliothekarin in der öffentlichen Bibliothek von Oakland, wo sie vielversprechende junge Leute wie Jack London und Isadora Duncan beeinflusste. 1881 erschien eine Sammlung ihrer Gedichte unter dem Titel A Perfect Day. Eine Krankheit zwang sie 1893, ihre Stelle in der Bibliothek aufzugeben. Von 1897 bis 1899 war sie Bibliothekarin der San Francisco Mercantile Library und anschließend des Bohemian Club, wo sie bereits 1874 als eine der wenigen Frauen zum Ehrenmitglied ernannt wurde.
1894 veröffentlichte sie The Singer of the Sea und 1895 die Sammlung Songs from the Golden Gate. Das Erdbeben und der Brand im April 1906 zerstörten ihr Haus und viele ihrer Manuskripte. Dennoch blieb sie eine zentrale Figur im kulturellen Leben San Franciscos und ihr Haus war ein beliebter Salon für Künstler und Schriftsteller. Anlässlich der Panama-Pazifik-Ausstellung 1915 berief sie einen Weltschriftstellerkongress ein und wurde im selben Jahr per Gesetz zum Poet Laureate von Kalifornien ernannt.

## Werke (Auswahl)
- A Perfect Day, and Other Poems, 1881
- The Singer of the Sea, 1894
- Songs from the Golden Gate, 1895
- Wings of Sunset, 1929